# شلدون لتیچ
شلدون لتیچ (به انگلیسی: Sheldon Lettich) زادهٔ ۱۴ ژانویهٔ ۱۹۵۱ فیلم‌نامه‌نویس، کارگردان و تهیه‌کننده فیلم آمریکایی است. او بیشتر به خاطر همکاری با ژان کلود ون دام و کار در ژانر فیلم اکشن شناخته شده‌است.

## زندگی شخصی
او در شهر نیویورک متولد شد، اما در جوانی به کالیفرنیا رفت و در لس آنجلس بزرگ شد. پس از فارغ‌التحصیلی از دبیرستان، او تقریباً چهار سال را در سپاه تفنگداران دریایی ایالات متحده آمریکا گذراند و به عنوان اپراتور رادیویی در ویتنام جنوبی با گردان سوم، تفنگداران دریایی اول و سپس در شرکت شناسایی نخبه نیروی اول مستقر در کمپ پندلتون، کالیفرنیا خدمت کرد.
او در دانشگاه به عنوان یک عکاس حرفه‌ای کار کرد و در مرکز مطالعات پیشرفته فیلم هنرستان AFI به عنوان یکی از عوامل فیلمبرداری حضور یافت. اگرچه هدف اولیه شغلی او تبدیل شدن به یک مدیر فیلمبرداری بود، اما در AFI، علایق وی به نویسندگی و کارگردانی گرایش پیدا کرد و در نهایت در تجارت سرگرمی به موفقیت دست یافت.

## فیلم‌شناسی
- نبرد آتشین (۱۹۸۳-فیلم کوتاه) (کارگردان و نویسنده)
- تو نباید بکشی. . . بجز (۱۹۸۵) (نویسنده)
- روس‌ها (۱۹۸۷) (نویسنده)
- رینگ خونین (۱۹۸۸) (نویسنده)
- رمبو ۳ (۱۹۸۸) (نویسنده)
- شیردل (۱۹۹۰) (کارگردان و فیلمنامه‌نویس)
- ضربه دوجانبه (۱۹۹۱) (کارگردان، فیلمنامه‌نویس و مدیرتولید)
- فقط قوی باش (۱۹۹۳) (کارگردان، فیلمنامه‌نویس)
- هدف دقیق (۱۹۹۷) (کارگردان)
- لژیونر (۱۹۹۸) (فیلم‌نامه‌نویس و مدیرتولید)
- آخرین جنگجو (۲۰۰۰) (کارگردان)
- فرمان (۲۰۰۱) (کارگردان)
- یگان سرسخت (۲۰۰۶) (کارگردان و فیلمنامه‌نویس)
- رز سیاه (۲۰۱۴) (مدیرتولید)
- مکس (۲۰۱۵) (فیلمنامه‌نویس)[۱][۲]
- با افتخار مبارزه کن (۲۰۲۶) (کارگردان)